# 朴銀珠
米歇爾·銀珠·斯蒂爾（英語：Michelle Eunjoo Steel，1955年12月21日—）或稱米歇尔·斯蒂尔（Michelle Steel），漢名朴銀珠，是一位美国韓裔政治人物，自2023年起担任代表加利福尼亚州第45国会选区，前代表第48国会选区，从2021年到2023年。，作为共和党黨員，同时还是第117届国会众议院少数党党鞭史蒂夫·斯卡利斯党鞭团队的成员。

## 外部連結
- 维基共享资源上的相關多媒體資源：朴銀珠
- Representative Michelle Steel （页面存档备份，存于） official U.S. House website
- Campaign website （页面存档备份，存于）

- 美國國會國家人物傳記大辭典中的傳記
- 由華盛頓郵報維護的投票記錄
- 智慧投票计划中的傳記、投票紀錄及利益集團評級
- 聯邦選舉委員會中的競選財務報告和數據
- C-SPAN內的頁面（英文）